# Qamishli
Qamishli (kurd: Qamişlo; àrab: القامشلي, al-Qāmixlī; siríac: ܩܡܫܠܐ, Qamishhlo o ܒܝܬ ܙܠܝܢ, Beṯ Zālin), també coneguda com a Qamixli, és una ciutat del nord-est de Síria a la frontera amb Turquia (ciutat de Nísibis) i a la vora de l'Iraq. Pertany a la Governació d'al-Hasakah, Districte d'al-Qamixli i és el centre d'un districte administratiu.
Arran del conflicte de la Guerra Civil siriana, Qamixli fou establida de facto com a capital de Rojava (Federació Democràtica del Nord de Síria).

## Etimologia
Originalment, la ciutat era un petit poble habitat per assiris/siríacs anomenat Beṯ Zālin (ܒܝܬ ܙܠܝܢ) que significa ‘casa de canyes’. El nom actual és una forma turquificada d'això, atès que kamış (pronunciat kamix) en turc significa ‘canya’.

## Demografia
Qamixli, originalment, era una ciutat d'Assiris/siríacs; en temps moderns, és una mescla de diversos grups ètnics, predominantment kurds,àrabs i assiris/siríacs. Els cristians de la ciutat són principalment assiris i armenis. La ciutat va ser fundada per dada pels assiris/siríacs que fugien del genocidi assiri en la moderna Turquia. Avui kurds, àrabs, assiris/siríacs, i armenis (uns 8.500 dels quals 2.000 són catòlics armenis) viuen a banda i banda de la ciutat.
Qamixli era també la llar d'una significativa comunitat jueva. Durant els anys 1930 la població jueva de Qamixli era de l'ordre de 3.000 persones. Des de 1947, la situació dels jueus de Qamixli es va deteriorar. Tots els jueus contractats en oficines governamentals van ser acomiadats. Moltes dones jueves van ser empresonades i colpejades amb l'aprovació de les autoritats. La immigració massiva de jueus de Síria arribà al seu punt màxim a causa de violència, com ara el Pogrom d'Alep. Pels volts de 1963, la comunitat s'havia reduït a unes 800 persones, i després de la Guerra dels Sis Dies a poc més de 150.
Segons el cens del 2004, la població total de la ciutat era de 232.258 persones.

## Història
Qamixli es troba a la base de les Muntanyes del Taure, situades prop de l'àrea de l'antiga ciutat hurrita d'Urkesh que va ser fundada durant el quart mil·lenni aC. La ciutat moderna va ser fundada el 1926 com a estació de ferrocarril en la línia de ferrocarril del Taurus.
Qamixli és la ciutat més gran de la província de Hassake i es considera com la capital secreta del Kurds; els assiris/siríacs també afirmen que és la seva capital de comunitat. És també el centre del problema kurd sirià.
El març de 2004, durant un caòtic partit de futbol, va començar un aldarull que desembocà en la coneguda com a Massacre de Qamixli. Algunes persones començaven a alçar banderes independentistes kurdes, mentre aclamaven Masud Barzani, Jalal Talabani i el President dels Estats Units George W. Bush, la qual cosa va convertir el partit en un conflicte polític. L'aldarull s'expandí fora de l'estadi i es van utilitzar les armes contra la policia i els civils no kurds. Al final, van morir com a mínim 30 kurds mentre les forces de seguretat reprenien el control de la ciutat.
El juny de 2005, milers de Kurds es manifestaren a Qamixli per protestar contra l'assassinat del xeic Muhàmmad Maixuq al-Khaznawi, un clergue kurd a Síria, la qual cosa ocasionà la mort d'un policia i ferides a quatre kurds. El març de 2008, segons Human Rights Watch, forces de seguretat sirianes van obrir foc contra els kurds que estaven celebrant el festival de primavera de Newroz i reunits per reactivar els aldarulls del 2004 a Qamixli. El tiroteig deixà tres persones mortes.
La ciutat és cèlebre perquè s'hi fa una gran desfilada de Nadal al desembre de cada any i perquè se celebra el festival de Newroz, per part d'una gran multitud, el març de cada any.

### Guerra Civil siriana

Divisió de la ciutat entre forces governamentals i les Forces Democràtiques Sirianes

Amb la Guerra Civil siriana i el conflicte a Rojava, des de 2011 la ciutat va adquirir un important paper polític, establida com a la capital de-facto de Rojava, la regió declarada autònoma al nord de Síria. Actualment, el govern sirià de Baixar al-Àssad té sota el seu control part de la ciutat, incloent l'aeroport, el pas fronterer i alguns edificis governamentals, així com el barri àrab i alguns cristians de la ciutat. Així i tot, la major part de la ciutat està sota l'administració de la Federació del nord de Síria (Rojava).
Encara que la situació s'ha mantingut estable en els últims anys, hi ha hagut alguns altercats i conflictes entre les dues parts. El més important va tindre lloc en abril de 2016, quan milicians kurds i Força de Defensa Nacional (lleials al govern de Bashar al-Ásad) es van enfrontar amb desenes de morts en ambdós bàndols, un conflicte que va acabar en alto el foc.
El 27 de juliol de 2016, 44 persones van morir i desenes van resultar ferides a causa d'una explosió doble a la ciutat. Estat Islàmic va declarar-se responsable de l'atac.

## Economia
La governació d'Al-Hasakah és la principal governació de producció de cereals de Síria, a més de font de prop de la meitat de l'oli extret de Síria. Al desembre de 2017, en preparació per a la temporada de cereals d'hivern, el govern va signar un acord amb la corporació agropecuaria d'Al-Hasakah i molts agricultors locals per rebre el blat i l'ordi sembrat en 58.000 acres a al-Hasakah i plantar més en preparació per l'any següent.

## Educació i cultura

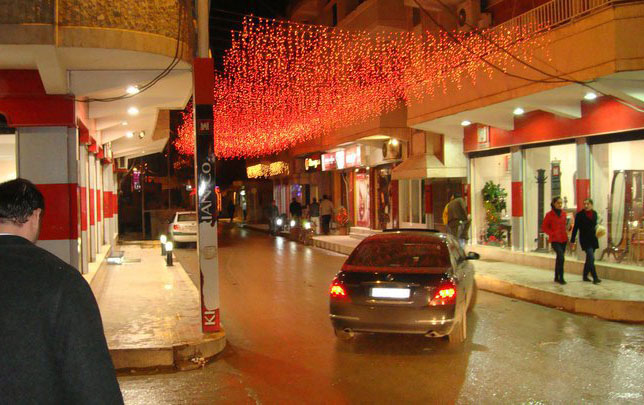
Carrers de Qamixli en Nadal

Abans de la guerra civil no hi havia cap institució d'educació superior en el nord-est de Síria. En setembre de 2014 l'Acadèmia de Ciències Socials de Mesopotàmia va començar les classes. Després de la Universitat d'Afrin, la Junta d'Educació del Cantó de Jazira va establir oficialment la segona universitat kurda siriana a Qamixli en juliol de 2016. La Universitat de Rojava estava composta inicialment per quatre facultats: Medicina, Enginyeria, Ciències i Arts i Humanitats. Els programes impartits inclouen salut, oli, informàtica i enginyeria agrària; física, química, història, psicologia, geografia, matemàtiques, ensenyament primari i la literatura kurda.
El diari en llengua kurda Nu Dem té la seua seu a Qamixli.

## Transport
Té un aeroport internacional (Aeroport de Kamishly) amb Codi IATA KAC. Diverses companyies aèries síries com Cham Wings Airlines, FlyDamas i Syrian Air operen vols regulars a Qamixli des de Damasc, Latakia i Beirut. L'aeroport rep també alguns vols internacionals des d'Alemanya i Suïssa.
La companyia de ferrocarrils siriana Syrian Railways dirigeix un servei de ferrocarril de passatgers i de mercaderies a altres parts de Síria